# Nederland op het Junior Eurovisiesongfestival 2005
Nederland was met zangeres Tess vertegenwoordigd op het Junior Eurovisiesongfestival 2005. De derde editie van dit evenement werd gehouden in het Belgische Hasselt. Met het liedje Stupid behaalde Tess de zevende plaats.

## Nederlandse selectie
Tooske Breugum presenteerde de Nederlandse selectie. Er waren twee halve finales, waarin 10 kandidaten kans maakten op een plek in de finale.

### 1eHalve Finale
| Artiest    | Lied                    | Kinderjury | Jury | Televoting | Score | Plaats |
| ---------- | ----------------------- | ---------- | ---- | ---------- | ----- | ------ |
| Angelo     | Slapeloze nachten       | 7          | 8    | 7          | 22    | 4      |
| Tjindjara  | Blijf jezelf            | 10         | 10   | 8          | 28    | 2      |
| De Smilies | Als je lacht            | 6          | 7    | 10         | 23    | 3      |
| Mitchell   | Jij bent alles voor mij | 8          | 6    | 6          | 20    | 5      |
| Tess       | Stupid                  | 12         | 12   | 12         | 36    | 1      |

### 2eHalve Finale
| Artiest      | Lied                     | Kinderjury | Jury | Televoting | Score | Plaats |
| ------------ | ------------------------ | ---------- | ---- | ---------- | ----- | ------ |
| Sophie       | Spetterende tijden       | 8          | 7    | 7          | 22    | 4      |
| Tyrone       | Keer op keer             | 7          | 8    | 6          | 21    | 5      |
| Yara & Anjes | Vriendschap              | 10         | 12   | 8          | 30    | 1      |
| Giovanni     | Machteloos               | 12         | 6    | 10         | 28    | 3      |
| Cleo         | Ik lijk zo op een jongen | 6          | 10   | 12         | 28    | 2      |

## Finale
| Volgorde | Artiest      | Lied                     | Kinderjury | Jury | Televoting | Score | Plaats |
| -------- | ------------ | ------------------------ | ---------- | ---- | ---------- | ----- | ------ |
| 1        | Cleo         | Ik lijk zo op een jongen | 6          | 10   | 10         | 26    | 2      |
| 2        | Yara & Anjes | Vriendschap              | 8          | 6    | 6          | 20    | 5      |
| 3        | Angelo       | Slapeloze nachten        | 7          | 7    | 7          | 21    | 4      |
| 4        | Tjindjara    | Blijf jezelf             | 10         | 8    | 8          | 26    | 3      |
| 5        | Tess         | Stupid                   | 12         | 12   | 12         | 36    | 1      |

## In Hasselt
Tess was de winnares van dat jaar, ze mochten naar Hasselt in België, om Nederland te vertegenwoordigen.
Daar heeft ze 82 punten gehaald, waarmee ze een 7e plaats haalde. De beste score voor Nederland tot dan toe.

### Gekregen punten
| 12 punten     | 10 punten                                    | 8 punten | 7 punten                       | 6 punten  |
| ------------- | -------------------------------------------- | -------- | ------------------------------ | --------- |
| - België      | - Denemarken                                 | - Malta  | - Verenigd Koninkrijk - Zweden |           |
| 5 punten      | 4 punten                                     | 3 punten | 2 punten                       | 1 punt    |
| - Wit-Rusland | - Griekenland - Noorwegen - Rusland - Spanje |          | - Cyprus - Roemenië            | - Letland |

2003 · 2004 · 2005 · 2006 · 2007 · 2008 · 2009 · 2010 · 2011 · 2012 · 2013 · 2014 · 2015 · 2016 · 2017 · 2018 · 2019 · 2020 · 2021 · 2022 · 2023 · 2024
België · Denemarken · Griekenland · Kroatië · Letland · Macedonië · Malta · Nederland · Noorwegen · Roemenië · Rusland · Servië en Montenegro · Spanje · Verenigd Koninkrijk · Wit-Rusland · Zweden